# چارسو (سمرقند)
چارسو (به الفبای تاجیکی: Чорсy)، در سمرقند ازبکستان، ساختمانی گنبدی و شش‌گوشه در جنوب خاوری ریگستان در چهارراه جاده‌های سمرقند، تاشکند، بخارا و شهرسبز است.
چارسو واژه‌ای فارسی به معنای «چهارراه» است که به تقاطع اشاره دارد. چارسو در اصل بازاری بود که در سدهٔ پانزدهم ساخته‌شد، ولی در سدهٔ ۱۸ بازسازی شد و بازار کلاه شد. امروزه، بازاری که پیشتر در چارسو جای داشت، به بازار سیاب نزدیک مسجد بی‌بی خانم تبدیل شده‌است. در سال ۲۰۰۵، مالکیت چارسو به فرهنگستان هنر ازبکستان داده‌شد. هنگام بازسازی ساختمان، سه متر خاک از کف برداشته شد که ساخت پایه اصلی را آشکار کرد.
چارسو اکنون در جایگاه یک نگارخانه (موزه هنری) کار می‌کند که آثار هنرمندان کهن و امروزی را در خود جای داده‌است. در نگارخانه چارسو فرهنگ، تاریخ و گوناگونی مردم کشور ازبکستان را به نمایش گذاشته می‌شود.